# Bande rumorose
Bande rumorose è il secondo cd degli Yo Yo Mundi, un live registrato in presa diretta a Milano venerdì 17 marzo 1995.

## Produzione
Il cd, registrato di venerdì 17, contiene 17 tracce ed è suonato da 17 musicisti.

## Conservazione
Non esistono più registrazioni della trasmissione televisiva Segnali di fumo, andate presumibilmente distrutte insieme a tutto l'archivio dell'emittente Videomusic. È una perdita gravissima per la storia del rock italiano.

## Tracce
1. I Musicisti del Nilo – 5:38
2. Freccia Vallona – 3:07
3. Un Giudice – 2:50
4. Un Cane di Nome Barabba – 2:32
5. Pedale Selvaggio – 1:39
6. Fratello di Metrica – 3:17
7. Marie Isabelle – 2:18
8. Donne dagli Occhi Grandi – 4:07
9. Andeira – 3:51
10. Chi ha Portato quei Fiori per Mara Cagol – 4:27
11. Baracca & Burattini – 3:24
12. Galaverna – 1:56
13. Il Bimbo del Macello – 4:54
14. Bande Rumorose – 3:48
15. La Contorsionista – 4:20
16. Sciopero – 1:39
17. Carovane (Sotto il Cielo, Sotto la Luna) – 7:17

## Formazione

### Gruppo
- Paolo Enrico Archetti Maestri - voce, chitarra
- Andrea Cavalieri - basso, cori
- Fabio Martino - fisarmonica, cori
- Eugenio Merico - batteria

### Altri musicisti
- Marc Simon dei Corman & Tuscadu - trombone (2-15)
- Claude Saut dei Corman & Tuscadu - clarinetto (2-15)
- Patrice Anton dei Corman & Tuscadu - percussioni (2-15)
- Elisabeth Oustry dei Corman & Tuscadu - tastiere (2-15)
- Giorgio Canali - chitarra (4)
- Ginevra Di Marco - voce (9), coro (17)
- Cristiano Godano dei Marlene Kuntz - chitarra (13-14)
- Riccardo Tesio dei Marlene Kuntz - chitarra  (13-14)
- Sergio Caputo de Le Masche - violino (16-17)
- Giuliano Contardo de Le Masche - chitarra acustica, voce (16-17)
- Pier Paolo Di Nardo de Le Masche - chitarra acustica, voce (16-17)
- Luca Gemma dei Rosso Maltese - coro (17)
- Gianni Maroccolo - sovraincisione di chitarra acustica (6-8-9)
  - Tra parentesi il numero della traccia in cui è presente il musicista.